# Moinești
Moinești (pronunciació en romanès: [mojˈneʃtʲ]) és una ciutat del comtat de Bacău, a l'oest de Moldàvia, Romania, amb una població de 21.787 habitants a 2011. El seu nom deriva de la paraula en romanès moină, que significa "guaret" o "pluja fluixa". Moinești va tenir una vegada una gran comunitat jueva; en contextos jueus, el nom que fa servir sovint és el de Mojnescht. La ciutat administra un poble, Găzărie.

## Història
Esmentada per primera vegada el 1467, la localitat figurava entre els pobles moldaus del mapa de Bawer de 1783. Un târg es va certificar per primera vegada en aquesta ubicació el 1832; tenia 188 cases i 588 habitants.
El 1921, Moinești va ser designada comuna urbana ("comuna urbana"), amb el seu propi escut d'armes i administració local, però a un pas de ser considerada una ciutat. Es va convertir en municipi el 2002. El cens de 2011 va comptar 20.855 habitants.

## Economia
La zona al voltant de Moinești és rica en recursos naturals com petroli, gas natural, sal i fusta. Entre els anys 1950 i 1980 Moinești va experimentar un creixement econòmic constant gràcies a la gran indústria extractora de petroli. No obstant això, després del 1990, després de la privatització de la indústria a nivell nacional, l'economia de Moinești va canviar dràsticament, arribant en alguns punts a un nivell d'atur superior al 20%.

## Monument Dada
El 1996, en honor a Tristan Tzara, el fundador del dadaisme que va néixer a Moinești, es va construir un monument al costat de la carretera que entra a la ciutat. Va ser creat a partir de formigó i acer per l'escultor germano-romanès Ingo Glass amb l'esperit veritable de Dada, fa 25 metres de llarg, 2,6 d'amplada i 10 d'alçada i pesa 120 tones.

## Turisme
Les atraccions turístiques de Moinești inclouen: Parc Băi (amb aigües minerals curatives), Parc del Pi, Ghindaru Hill (on els arqueòlegs van descobrir artefactes de la cultura pre-Cucuteni, amb més de 5.000 anys d'antiguitat), el Monument Dada (dedicat a Tristan Tzara), Cetățuia (Ciutat fortificada dàcia arqueològicament certificada) i el cementiri jueu (on la làpida més antiga amb text reconeixible data del 1692).

## Gent notable
- Hedi Enghelberg, escriptor
- Nestor Rateș, periodista, cap de l'escriptori romanès de Radio Free Europe 1989, 1994-2002[3]
- Moses Rosen, rabí cap de Romania del 1948 al 1994
- Moshe David Shuv, nascut Moșe David Iancovici, primer sionista i fundador de Rosh Pinna
- Tristan Tzara, escriptor i fundador de Dada